# Aphrodite (musikgrupp)
Aphrodite var en svensk rockgrupp från Stockholm.
Aphrodite var en fortsättning på bandet Livin' Sacrifice som tog det förstnämnda namnet efter att ha reformerats. Två av medlemmarna, Flavia Canel och Martina Axén var sedermera medlemmar i Drain. Aphrodites musikstil kan beskrivas som ganska poppig AOR. Bandet släppte en mini-LP 1986 och en singel 1989.

## Medlemmar
- Marianne Hall - basgitarr
- Martina Axen - trummor
- Mia Landberg - gitarr
- Flavia Canel - gitarr
- Malin Ekholm - sång

## Diskografi

### EP

#### Aphrodite (1986)
1. No Regrets
2. Playing with Fire 
3. Touch Me 
4. Good and Evil 
5. Bad Boys Boogie